# Faraokatt
Faraokatt (faraoråtta, egyptisk mungo, ichneumon) (Herpestes ichneumon) är ett rovdjur i familjen manguster (Herpestidae), alltså inget kattdjur. Det är den enda arten av familjen som förekommer i Europa men den är vanligast i Afrika.

## Kännetecken
Arten når en kroppslängd mellan 50 och 65 centimeter samt en svanslängd av 33 till 45 centimeter. Vikten ligger mellan 1,7 och 4 kilogram. Djuret har en långsträckt kropp, jämförelsevis korta extremiteter och en yvig svans. Pälsen är grå med små bruna prickar. Faraokatten har en spetsig nos och nakna ringar runt ögonen.

## Utbredning och habitat
Djuret förekommer i stora delar av Afrika, den saknas bara i mycket torra ökenområden och i täta regnskogar. Arten föredrar savannen. Dessutom lever faraokatt i Anatolien och Palestina. Som enda mangust finns den i Sydeuropa, i Portugal och Spanien. Det är inte helt klarlagt om den europeiska populationen är ursprunglig eller om djuret blev infört av människan. Under senare tid har faraokatt införts även i Italien och på Madagaskar.

## Levnadssätt
Faraokatt är aktiv på dagen och äter insekter, kräldjur, gnagare och mindre fåglar. Djuret är känt för att den snabbt kan fånga och döda ormar. Den krossar ägg genom att kasta det med de bakre extremiteterna mot en klippa.
Om djurets sociala beteende finns olika uppgifter. Enligt dessa lever individerna ensamma eller i par.

### Fortplantning
Efter dräktigheten som varar i 60 till 84 dagar föder honan två till fyra ungdjur. Ungarna får de första åtta veckor di och efter 6 till 12 månader är de självständiga. Individer i fångenskap har blivit upp till 20 år gamla.

## Faraokatt och människan
Som namnet antyder var faraokatten ett heligt djur i Gamla Egypten. Det finns ett flertal reliefer och fresker från den ptolemeiska dynastin och från Egyptens gamla rike som visar faraokatten. Liksom sydöstasiatiska manguster blev djuret uppskattat för sin vana att jaga ormar. Aristoteles beskrev kampen med ormar och Herodotos skildrade hur faraokatter blev balsamerade och begravda på heliga platser. 
Plinius den äldre skrev om en egyptisk folktro att faraokatten hoppar i krokodilens käke när kräldjuret sover. Sedan dödas krokodilen genom att faraokatten sliter hjärtat ur kroppen. Dessa berättelser var alla påhittade, men har fått oerhörd spridning in i modern tid, faraokatten (ichneumon) och krokodilen var ett vanligt motiv på svenska allmogebonader in på 1800-talet. Så sent som 1750 återgav Magnus Orrelius berättelsen i sin Historia animalium eller beskrifning öfwer diur riket under rubriken Egyptiske uttern, Ichneumon. Efter mycket kritik rensades dock uppgiften ut i hans nya utgåva av verket 1776.
Andra delen av det vetenskapliga namnet, ichneumon, kommer från grekiska och betyder "uppsökare".